# Sveriges mästerkock, säsong 4 (2014)
Den fjärde säsongen av Sveriges mästerkock sändes mellan 6 januari och 2 april 2014 på TV4. Leif Mannerström och Markus Aujalay återvände som domare i juryn, och fick nytt sällskap denna säsong av Anders Dahlbom som ersatte Per Morberg.

## Auditionturnén
Auditionturnén i denna säsong tog plats i Göteborg, Stockholm, Luleå och Helsingborg med slutkvalet i Gävle under avsnitt 1–4 som sändes mellan 6 och 9 januari 2014.
| Stad        | Plats              | Sändningsdatum   | Förkläden      |
| ----------- | ------------------ | ---------------- | -------------- |
| Göteborg    | Brewhouse          | 6 januari 2014   | 19             |
| Stockholm   | Clarion Hotel Sign | 6 januari 2014   | 19             |
| Luleå       | Kulturens hus      | 7 januari 2014   | 7              |
| Helsingborg | Sundspärlan        | 7 januari 2014   | 12             |
| Gävle       | Gasklockorna       | 8–9 januari 2014 | 12 finalister. |

Slutkvalet, avsnitt 3 och 4: 8–9 januari 2014

De 38 amatörkockarna som blev kallade till slutkvalet i Gävle fick delta i tävlingar om att bli en av de 12 finalisterna.
- Tillaga en soppa utan protein.
- Vispa åtta äggvitor till en maräng.
- Tillaga en svamptoast.
- Tillaga en valfri huvudrätt med köttfärs.

## Topp 12
| Deltagare            | Ålder | Bostad    | Yrke             | Resultat                    |
| -------------------- | ----- | --------- | ---------------- | --------------------------- |
| Oskar Montano        | 24    | Nacka     | Arbetssökande    | Eliminerad den 22 januari.  |
| Laurent Krummenacher | 46    | Huddinge  | Ingenjör         | Eliminerad den 29 januari.  |
| Lennie Hansson       | 29    | Sundsvall | Lastbilschaufför | Eliminerad den 5 februari.  |
| Lovisa Berg          | 22    | Göteborg  | Säljare          | Eliminerad den 12 februari. |
| Linnéa Lindgren      | 23    | Lund      | Fiskhandlare     | Eliminerad den 19 februari. |
| Jane Veiga Da Rosa   | 46    | Göteborg  | Försäljare       | Eliminerad den 26 februari. |
| Anders Gustafsson    | 32    | Göteborg  | Elektriker       | Eliminerad den 5 mars.      |
| Anders Östblom       | 45    | Stockholm | Reklamformgivare | Eliminerad den 12 mars.     |
| Monika Hallberg      | 52    | Linghem   | Egenföretagare   | Eliminerad den 19 mars.     |
| Markiz Talhaoui      | 27    | Solna     | Projektledare    | Eliminerad den 26 mars.     |
| Ala Abasi            | 30    | Uppsala   | Skattejurist     | Andra plats den 2 april.    |
| Amir Kheirmand       | 34    | Västerås  | Egenföretagare   | Sveriges mästerkock 2014    |

## Sammanfattning
| Plats | Deltagare | Avsnitt | Avsnitt | Avsnitt | Avsnitt | Avsnitt | Avsnitt | Avsnitt | Avsnitt | Avsnitt | Avsnitt | Avsnitt | Avsnitt | Avsnitt | Avsnitt | Avsnitt | Avsnitt | Avsnitt | Avsnitt | Avsnitt | Avsnitt | Avsnitt | Avsnitt |
| Plats | Deltagare | 5       | 5       | 6       | 6       | 7       | 7       | 8       | 8       | 9       | 9       | 10      | 10      | 11      | 11      | 12      | 12      | 13      | 13      | 14      | 14      | 15      |         |
| ----- | --------- | ------- | ------- | ------- | ------- | ------- | ------- | ------- | ------- | ------- | ------- | ------- | ------- | ------- | ------- | ------- | ------- | ------- | ------- | ------- | ------- | ------- | ------- |
| 1     | Amir      | Inne    |         | Inne    |         | Låg     | Elim    | Inne    |         | Bäst    |         | Låg     | Elim    | Låg     | Elim    | Låg     | Elim    | Låg     | Elim    | Låg     | Elim    | Vinnare |         |
| 2     | Ala       | Låg     | Elim    | Inne    |         | Låg     | Elim    | Låg     | Elim    | Bäst    |         | Inne    |         | Bäst    |         | Inne    |         | Inne    |         | Bäst    |         | Tvåa    |         |
| 3     | Markiz    | Inne    |         | Låg     | Elim    | Bäst    |         | Bäst    |         | Låg     | Elim    | Inne    |         | Bäst    |         | Låg     | Elim    | Inne    |         | Låg     | Elim    |         |         |
| 4     | Monika    | Inne    |         | Bäst    |         | Bäst    |         | Inne    |         | Bäst    |         | Inne    |         | Bäst    |         | Inne    |         | Låg     | Elim    |         |         |         |         |
| 5     | Anders Ö. | Inne    |         | Inne    |         | Låg     | Elim    | Låg     | Elim    | Låg     | Elim    | Låg     | Elim    | Låg     | Elim    | Låg     | Elim    |         |         |         |         |         |         |
| 6     | Anders G. | Bäst    |         | Låg     | Elim    | Bäst    |         | Inne    |         | Bäst    |         | Bäst    |         | Låg     | Elim    |         |         |         |         |         |         |         |         |
| 7     | Jane      | Inne    |         | Inne    |         | Bäst    |         | Inne    |         | Inne    |         | Låg     | Elim    |         |         |         |         |         |         |         |         |         |         |
| 8     | Linnéa    | Inne    |         | Låg     | Elim    | Bäst    |         | Låg     | Elim    | Låg     | Elim    |         |         |         |         |         |         |         |         |         |         |         |         |
| 9     | Lovisa    | Låg     | Elim    | Inne    |         | Låg     | Elim    | Låg     | Elim    |         |         |         |         |         |         |         |         |         |         |         |         |         |         |
| 10    | Lennie    | Låg     | Elim    | Bäst    |         | Låg     | Elim    |         |         |         |         |         |         |         |         |         |         |         |         |         |         |         |         |
| 11    | Laurent   | Inne    |         | Låg     | Elim    |         |         |         |         |         |         |         |         |         |         |         |         |         |         |         |         |         |         |
| 12    | Oskar     | Låg     | Elim    |         |         |         |         |         |         |         |         |         |         |         |         |         |         |         |         |         |         |         |         |

1. ↑  Det förlorade laget deltog i ett smaktest, där den som gick vidare är markerad med "Inne".

| Inne – Deltagaren gick vidare i tävlingen. – Deltagaren behövde inte delta i denna tävling. Bäst – Deltagaren hade den bästa rätten i den tävlingen och gick vidare. Bäst – Deltagaren var medlem i det vinnande laget och gick vidare. Låg – Deltagaren presterade sämst eller förlorade lagtävling och hamnade i elimineringstävling. | Elim – Deltog i en elimineringstävling och gick vidare med den bästa rätten. Elim – Deltog i en elimineringstävling och gick vidare. Elim – Deltog i en elimineringstävling och var sist att gå vidare. Elim – Deltog i en elimineringstävling och blev eliminerad. Vinnare – Deltagaren vann Sveriges mästerkock. Tvåa – Deltagaren slutade på en andra plats. |

### Tävlingar
Avsnitt 5 – 22 januari 2014
- Individuell tävling: Deltagarna fick tävla i en Mystery Box-tävling, där de fick en av tre råvaror att laga en rätt med på 90 minuter.

Ingredienserna var antingen kotlettrad, kyckling eller torsk.
- Elimineringstävling: Deltagarna som presterade sämst fick laga en falafel på 60 minuter.

Avsnitt 6 – 29 januari 2014
- Individuell tävling: Deltagarna fick laga jiaozi (eller "pannstickare") tillsammans med Anders Dahlbom under hans tempo och lärande.
- Elimineringstävling: Deltagarna som presterade sämst fick laga en club sandwich på 45 minuter.

Avsnitt 7 – 5 februari 2014
- Lagtävling: Deltagarna delades in i två lag och skulle laga brunch efter beställning på Clarion Hotel Sign.
- Elimineringstävling: Deltagarna som presterade sämst fick laga en valfri rätt med falukorv på 60 minuter.

Avsnitt 8 – 12 februari 2014
- Individuell tävling: Deltagarna fick laga en valfri rätt där de fick välja en av olika fågelarter som råvara på 90 minuter.

Ingredienserna var antingen anka, duva, fasan, gås, höna, kalkon, rapphöna, tupp och vaktel.
- Elimineringstävling: Deltagarna som presterade sämst fick laga en rödvinssås från grunden på 45 minuter.

Avsnitt 9 – 19 februari 2014
- Lagtävling: Deltagarna delades in i två lag och skulle laga fiskgratäng till hundra skolelever på Sofia skola.
- Utslagstävling: De som förlorade lagtävlingen fick delta i ett smaktest, där de skulle identifiera tjugo olika kryddor.
- Elimineringstävling: Deltagarna som presterade sämst fick laga en valfri rätt med kokt bläckfisk på 60 minuter.

Avsnitt 10 – 26 februari 2014
- Individuell tävling: Deltagarna fick laga en valfri huvudrätt med anknytning till det land de blev tilldelade på 75 minuter.

Länderna var antingen  Frankrike,  Indien,  Italien,  Japan,  Marocko,  Thailand och  USA.
- Elimineringstävling: Deltagarna som presterade sämst skulle tillaga flest stekta ägg på 15 minuter.

Avsnitt 11 – 5 mars 2014
- Lagtävling: Deltagarna delades in i två lag och skulle laga en valfri förrätt och varmrätt för lokalbefolkningen på Isak Gaustad Kafé i Frøya, Norge.
- Elimineringstävling: Deltagarna som presterade sämst fick laga en Biff Rydberg på 45 minuter.

Avsnitt 12 – 12 mars 2014
- Individuell tävling: Deltagarna fick laga en valfri rätt med valt protein (vildsvin, lamm eller kalv) som skulle passa till ett valfritt rött vin på 75 minuter.
- Elimineringstävling: Deltagarna som presterade sämst fick förstärkning av vinnarna av Sveriges mästerkock och skulle laga en valfri rätt med lax på 45 minuter.

Avsnitt 13 – 19 mars 2014
- Individuell tävling: Deltagarna fick laga två valfria rätter som deras nära och kära tycker om på 120 minuter.
- Elimineringstävling: Deltagarna som presterade sämst fick laga en ragu med gödkalvsnjure enligt Leif Mannerströms recept på 60 minuter.

Avsnitt 14 – 26 mars 2014
- Individuell tävling: Deltagarna skulle skapa två valfria rätter som representerar deras kokbokskoncept på 120 minuter.
- Elimineringstävling: Elimineringstävlingen bestod av två delar:

Del 1: Deltagarna som presterade sämst fick delta i ett test, där de skulle identifiera 15 olika sorters fisk.

Del 2: Deltagaren som vann första delen fick välja en valfri fisk till sig själv samt till motståndaren som de skulle laga en varsin rätt med på 75 minuter.
Avsnitt 15 – 2 april 2014
- Final – Deltagarna skulle laga en valfri trerättersmeny, en förrätt på 60 minuter, en varmrätt på 90 minuter och en efterrätt på 60 minuter.

## Tittarsiffror
| Avsnitt | Datum            | TV-tittare |
| ------- | ---------------- | ---------- |
| 1       | 6 januari 2014   | 987 000    |
| 2       | 7 januari 2014   | 961 000    |
| 3       | 8 januari 2014   | 1 197 000  |
| 4       | 9 januari 2014   | 1 044 000  |
| 5       | 22 januari 2014  | 1 099 000  |
| 6       | 29 januari 2014  | 1 177 000  |
| 7       | 5 februari 2014  | 1 071 000  |
| 8       | 12 februari 2014 | 946 000    |
| 9       | 19 februari 2014 | 922 000    |
| 10      | 26 februari 2014 | 1 079 000  |
| 11      | 5 mars 2014      | 999 000    |
| 12      | 12 mars 2014     | 1 121 000  |
| 13      | 19 mars 2014     | 1 005 000  |
| 14      | 26 mars 2014     | 996 000    |
| 15      | 2 april 2014     | 1 138 000  |

Källa: MMS

## Källhänvisningar
1. ↑  ”MMS”. Arkiverad från originalet den 16 april 2014. https://web.archive.org/web/20140416190856/http://mms.se/hottop/hottop.asp. Läst 25 oktober 2015.